# Prémios Screen Actors Guild 2014
O Prémios Screen Actors Guild 2014 (no original em inglês 20th Screen Actors Guild Awards) foi o evento que premiou os melhores atores e elencos de cinema e televisão de 2013. A cerimónia realizou-se em 18 de janeiro de 2014 no Shrine Auditorium em Los Angeles.
Os nomeados nas várias categorias foram anunciados em 11 de Dezembro de 2013.

## Vencedores e nomeados por categorias

### Prémio Screen Actors Guild Life Achievement
- Rita Moreno

### Cinema
| Melhor Ator principal Matthew McConaughey como Ron Woodroof – Dallas Buyers Club - Tom Hanks como Richard Phillips – Captain Phillips - Bruce Dern como Woody Grant – Nebraska - Chiwetel Ejiofor como Solomon Northup – 12 Years a Slave - Forest Whitaker como Cecil Gaines – The Butler | Melhor Atriz principal Cate Blanchett como Jeanette "Jasmine" Francis – Blue Jasmine - Judi Dench como Philomena Lee – Philomena - Meryl Streep como Violet Weston – August: Osage County - Sandra Bullock como Dr. Ryan Stone – Gravity - Emma Thompson como P. L. Travers – Saving Mr. Banks |
| Melhor Ator secundário Jared Leto como Rayon – Dallas Buyers Club - Daniel Brühl como Niki Lauda – Rush - Barkhad Abdi como Abduwali Muse – Captain Phillips - James Gandolfini como Albert – Enough Said - Michael Fassbender como Edwin Epps – 12 Years a Slave | Melhor Atriz secundária Lupita Nyong'o como Patsey – 12 Years a Slave - June Squibb como Kate Grant – Nebraska - Julia Roberts como Barbara Weston – August: Osage County - Oprah Winfrey como Gloria Gaines – The Butler - Jennifer Lawrence como Rosalyn Rosenfeld – American Hustle         |
| Melhor Elenco American Hustle – Amy Adams, Christian Bale, Louis C.K., Bradley Cooper, Jack Huston, Jennifer Lawrence, Alessandro Nivola, Michael Peña, Jeremy Renner, Elisabeth Röhm e Shea Whigham - 12 Years a Slave – Benedict Cumberbatch, Paul Dano, Garret Dillahunt, Chiwetel Ejiofor, Michael Fassbender, Paul Giamatti, Scoot McNairy, Lupita Nyong'o, Adepero Oduye, Sarah Paulson, Brad Pitt, Michael Kenneth Williams e Alfre Woodard - August: Osage County – Abigail Breslin, Chris Cooper, Benedict Cumberbatch, Juliette Lewis, Margo Martindale, Ewan McGregor, Dermot Mulroney, Julianne Nicholson, Julia Roberts, Sam Shepard, Meryl Streep e Misty Upham - Dallas Buyers Club – Jennifer Garner, Jared Leto, Matthew McConaughey, Denis O'Hare, Dallas Roberts e Steve Zahn - The Butler – Mariah Carey, John Cusack, Jane Fonda, Cuba Gooding, Jr., Terrence Howard, Lenny Kravitz, James Marsden, David Oyelowo, Alex Pettyfer, Vanessa Redgrave, Alan Rickman, Liev Schreiber, Forest Whitaker, Robin Williams e Oprah Winfrey | |
| Melhor Elenco de Dublês/Duplos Lone Survivor - All Is Lost - Fast & Furious 6 - Rush - The Wolverine | |

### Televisão
| Melhor Ator em minissérie ou filme para televisão Michael Douglas como Liberace – Behind the Candelabra - Jeremy Irons como Henrique IV – The Hollow Crown - Matt Damon como Scott Thorson – Behind the Candelabra - Rob Lowe como John F. Kennedy – Killing Kennedy - Al Pacino como Phil Spector – Phil Spector | Melhor Atriz em minissérie ou filme para televisão Helen Mirren como Linda Kenney Baden – Phil Spector - Holly Hunter como GJ – Top of the Lake - Angela Bassett como Coretta Scott King – Betty and Coretta - Elisabeth Moss como Robin Griffin – Top of the Lake - Helena Bonham Carter como Elizabeth Taylor – Burton & Taylor |
| Melhor Ator em série dramática Bryan Cranston como Walter White – Breaking Bad - Steve Buscemi como Nucky Thompson – Boardwalk Empire - Peter Dinklage como Tyrion Lannister – Game of Thrones - Kevin Spacey como Frank Underwood – House of Cards - Jeff Daniels como Will McAvoy – The Newsroom | Melhor Atriz em série dramática Maggie Smith como Violet, Condessa Viúva de Grantham – Downton Abbey - Anna Gunn como Skyler White – Breaking Bad - Claire Danes como Carrie Mathison – Homeland - Jessica Lange como Fiona Goode – American Horror Story: Coven - Kerry Washington como Olivia Pope – Scandal                    |
| Melhor Ator em série de comédia Ty Burrell como Phil Dunphy – Modern Family - Jim Parsons como Dr. Sheldon Cooper – The Big Bang Theory - Alec Baldwin como Jack Donaghy – 30 Rock - Don Cheadle como Marty Kaan – House of Lies - Jason Bateman como Michael Bluth – Arrested Development | Melhor Atriz em série de comédia Julia Louis-Dreyfus como Selina Meyer – Veep - Mayim Bialik como Amy Farrah Fowler – The Big Bang Theory - Julie Bowen como Claire Dunphy – Modern Family - Edie Falco como Jackie Peyton – Nurse Jackie - Tina Fey como Liz Lemon – 30 Rock                                                     |
| Melhor Elenco em série dramática Breaking Bad – Michael Bowen, Betsy Brandt, Bryan Cranston, Lavell Crawford, Tait Fletcher, Laura Fraser, Anna Gunn, Matthew T. Metzler, RJ Mitte, Dean Norris, Bob Odenkirk, Aaron Paul, Jesse Plemons, Steven Michael Quezada, Kevin Rankin e Patrick Sane - Boardwalk Empire – Patricia Arquette, Margot Bingham, Steve Buscemi, Brian Geraghty, Stephen Graham, Erik LaRay Harvey, Jack Huston, Ron Livingston, Domenick Lombardozzi, Gretchen Mol, Ben Rosenfield, Michael Stuhlbarg, Jacob Ware, Shea Whigham e Jeffrey Wright - Downton Abbey – Hugh Bonneville, Laura Carmichael, Jim Carter, Brendan Coyle, Michelle Dockery, Jessica Brown Findlay, Siobhan Finneran, Joanne Froggatt, Rob James-Collier, Allen Leech, Phyllis Logan, Elizabeth McGovern, Sophie McShera, Matt Milne, Lesley Nicol, Amy Nuttall, David Robb, Maggie Smith, Ed Speleers, Dan Stevens, Cara Theobold e Penelope Wilton - Game of Thrones – Alfie Allen, John Bradley-West, Oona Chaplin, Gwendoline Christie, Emilia Clarke, Nikolaj Coster-Waldau, Mackenzie Crook, Charles Dance, Joe Dempsie, Peter Dinklage, Natalie Dormer, Nathalie Emmanuel, Michelle Fairley, Jack Gleeson, Iain Glen, Kit Harington, Lena Headey, Isaac Hempstead-Wright, Kristofer Hivju, Paul Kaye, Sibel Kekilli, Rose Leslie, Richard Madden, Rory McCann, Michael McElhatton, Ian McElhinney, Philip McGinley, Hannah Murray, Iwan Rheon, Sophie Turner, Carice van Houten e Maisie Williams - Homeland – F. Murray Abraham, Sarita Choudhury, Claire Danes, Rupert Friend, Tracy Letts, Damian Lewis, Mandy Patinkin e Morgan Saylor | |
| Melhor Elenco em série de comédia Modern Family – Aubrey Anderson-Emmons, Julie Bowen, Ty Burrell, Jesse Tyler Ferguson, Nolan Gould, Sarah Hyland, Ed O'Neill, Rico Rodriguez, Eric Stonestreet, Sofía Vergara e Ariel Winter - 30 Rock – Scott Adsit, Alec Baldwin, Katrina Bowden, Kevin Brown, Grizz Chapman, Tina Fey, Judah Friedlander, Jane Krakowski, John Lutz, James Marsden, Jack McBrayer, Tracy Morgan e Keith Powell - Arrested Development – Will Arnett, Jason Bateman, John Beard, Michael Cera, David Cross, Portia de Rossi, Isla Fisher, Tony Hale, Ron Howard, Liza Minnelli, Alia Shawkat, Jeffrey Tambor, Jessica Walter e Henry Winkler - The Big Bang Theory – Mayim Bialik, Kaley Cuoco, Johnny Galecki, Simon Helberg, Kunal Nayyar, Jim Parsons e Melissa Rauch - Veep – Sufe Bradshaw, Anna Chlumsky, Gary Cole, Kevin Dunn, Tony Hale, Julia Louis-Dreyfus, Reid Scott, Timothy Simons e Matt Walsh | |
| Melhor Elenco de Duplos Game of Thrones - Boardwalk Empire - Breaking Bad - Homeland - The Walking Dead | |

## Múltiplas nomeações

### Cinema
Quatro
- 12 Years a Slave

Três
- August: Osage County
- Dallas Buyers Club
- The Butler

Duas
- American Hustle
- Captain Phillips
- Rush

### Televisão
Quatro
- Breaking Bad

Três
- The Big Bang Theory
- Modern Family
- Boardwalk Empire
- Downton Abbey
- Game of Thrones
- Homeland
- 30 Rock

Duas
- Arrested Development
- Behind the Candelabra
- Veep

## In Memoriam
Tom Hanks introduziu o segmento "In Memoriam" que homenageou: Peter O'Toole, Karen Black, Paul Walker, Dennis Farina, Julie Harris, Ed Lauter, Ken Norton, Tom Laughlin, Tony Musante, Deanna Durbin, Annette Funicello, Carmen Zapata, Milo O'Shea, Allan Arbus, Eydie Gormé, Bonnie Franklin, Steve Forrest, John Kerr, Juanita Moore, Joan Fontaine, Jeanne Cooper, Hal Needham, Michael Ansara, Richard Griffiths, Al Ruscio, Esther Williams, Joseph Ruskin, Marcia Wallace, Ned Wertimer, Jane Kean, James Avery, Dale Robertson, August Schellenberg, Eleanor Parker, Lee Thompson Young, Jean Stapleton, Jonathan Winters, Malachi Throne, Eileen Brennan, Cory Monteith e James Gandolfini.